# Пантеон дома Браганса

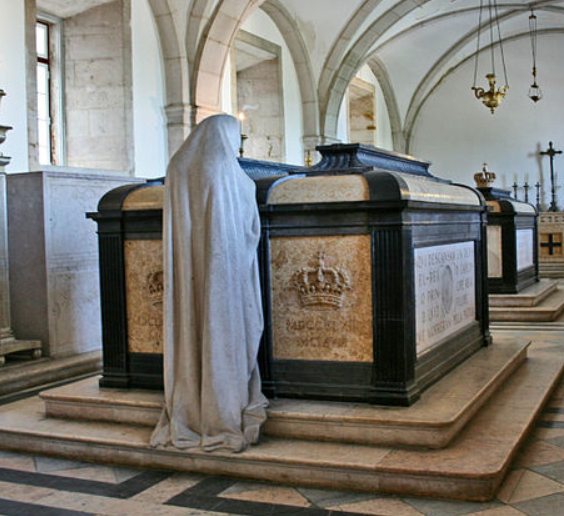
Двойная гробница Карлуша I и Луиша Филипе.

Пантеон династии Браганса расположен внутри монастыря Сан-Висенте-де-Фора в Лиссабоне, где похоронены тела многих членов португальской королевской династии Браганса.
Пантеон был создан по приказу Фернанду II в 1834 году, когда трапезная монастыря была превращена в место захоронения. Большинство гробниц представляют собой мраморные гробы, расположенные у стен группами по четыре. Гробницы царствующих особ украшены особо: на боковой стенке гробницы изображена золотая корона, также корона венчает гробницу сверху. В центре пантеона находятся гробницы Карлуша I, Луиша Филипе, Мануэла II и Амелии Орлеанской.

## История
Суверенитет династии Браганса в королевстве Португалии и в португальской колониальной империи был инициирован королём Португалии Жуаном IV и последним королём Мануэлем II в результате переворота и провозглашения португальской Республики, состоявшаяся 5 октября в 1910 году. 
Королевский Пантеон династии Браганса расположен в бывшей трапезной монастыря церкви Сан-Висенте-де-Фора и состоит из гробниц в виде саркофага из мрамора, расположен рядом с боковыми стенами большой комнаты.  